# NK Grad
Nogometni klub Grad (tiếng Việt: Câu lạc bộ bóng đá Grad), thường hay gọi NK Grad hoặc đơn giản Grad, là một câu lạc bộ bóng đá Slovenia thi đấu ở thị trấn Grad. Câu lạc bộ được thành lập năm 1967.

## Danh hiệu
- Giải bóng đá hạng ba quốc gia Slovenia: 1

2018-19
- Giải bóng đá hạng tư quốc gia Slovenia: 1

2009-10

## Lịch sử giải đấu kể từ năm 2002
| Mùa giải | Giải vô địch               | Thứ hạng |
| -------- | -------------------------- | -------- |
| 2002-03  | 1. MNL (cấp độ 4)          | thứ 4    |
| 2003-04  | 1. MNL (cấp độ 4)          | thứ 6    |
| 2004-05  | 1. MNL (cấp độ 5)          | thứ 2    |
| 2005-06  | Pomurska League (cấp độ 4) | thứ 5    |
| 2006-07  | Pomurska League (cấp độ 4) | thứ 5    |
| 2007-08  | Pomurska League (cấp độ 4) | thứ 8    |
| 2008-09  | Pomurska League (cấp độ 4) | thứ 3    |
| 2009-10  | Pomurska League (cấp độ 4) | thứ 1    |
| 2010-11  | 3. SNL - Đông              | thứ 7    |
| 2011-12  | 3. SNL - Đông              | thứ 10   |
| 2012-13  | 3. SNL - Đông              | thứ 11   |
| 2013-14  | 3. SNL - Đông              | thứ 12   |
| 2014-15  | 3. SNL - Đông              | thứ 4    |
| 2015-16  | 3. SNL - Đông              | thứ 9    |
| 2016-17  | 3. SNL - Đông              | thứ 11   |
| 2017-18  | 3. SNL - Đông              | thứ 6    |
| 2018-19  | 3. SNL - Đông              | thứ 1    |
| 2019-20  | Pomurska League (cấp độ 4) |          |

1. ↑  Với việc thành lập Pomurska League, đội bóng phải xuống cấp độ 5.
2. ↑  Thua play-off thăng hạng 2. SNL. Không có chứng chỉ cho 3. SNL, nên đội bóng xuống chơi ở cấp độ 4.